# 용지동
용지동(龍池洞)은 경상남도 창원시 성산구의 법정동이자 행정동이다. 용지동은 시청광장에서 경상남도청으로 이어지는 중앙광로를 축으로 동쪽으로는 신월동, 서쪽으로는 용호동이라는 법정동이 창원시의 중심부에 자리잡고 있고 북쪽에 위치한 경남도청과 동쪽 중심부에 자리잡은 창원시청을 중심으로 용지동 업무지구에는 각급 도, 시 단위 기관과 공사, 정부투자기관 등이 흝어져 있어 경남의 행정·업무의 중심 역할을 하고 있다. 또한, 세계적 수준의 문화시설인 성산아트홀 및 용지공원, 용지호수 등을 중심으로 형성된 용지문화벨트는 문화·예술의 중심지로서도 손색이 없다.

## 연혁
현재의 용지동은 옛 용지리의 이름에서 옮겨왔는데, 용지리는 현재의 용지호수에 ‘용지못’이 있었는데 이곳에서 용이 하늘로 승천했다는 전설에서 유래한다.
- 1973년 7월 1일 이전 창원군 상남면이었다가 마산시 남부출장소 용지동
- 1976년 9월 1일 경상남도 창원지구출장소 용지
- 1980년 4월 1일 창원시 용지동, 토월동
- 1983년 9월 1일 용호동 (법정동) 신설
- 1985년 8월 1일 창원시 용호동, 신월동(90. 5. 1)
- 1997년 7월 14일 창원시 용지동-용호동, 신월동 통합 대동 출범
- 2010년 7월 1일 통합창원시(창원,마산,진해) 출범 - 창원시 의창구 용지동
- 2021년 7월 1일 : 「창원시 구 및 읍·면·동 명칭과 구역획정에 관한 조례」 일부개정에 따라, 성산구의 행정동으로 편입[3]

## 법정동
- 신월동(新月洞)
- 용지동(龍池洞)
- 용호동(龍湖洞)
- 반송동(盤松洞, 의창도서관 일대)

## 교육
- 용남초등학교
- 용호초등학교
- 신월초등학교
- 창원용호고등학교
- 창원중앙고등학교

## 볼거리
- 용지호수
- 용지공원
- 의창도서관

## 언론
- 기독교경남방송